# Adamo ed Eva (film 1949)
Adamo ed Eva è un film del 1949 diretto da Mario Mattoli.

## Trama
Eva Bianchi, che lavora come manicure in un salone di bellezza milanese, si è innamorata del titolare Adamo Rossi. Ma quest'ultimo, che in un primo tempo le faceva trovare sempre delle rose, ora non sembra più interessato a lei; anzi le illustra come, nel corso dei secoli, Eva abbia tante volte causato dei guai ad Adamo.